# Appalachiozaur
Appalachiozaur (Appalachiosaurus) – rodzaj wymarłego dinozaura gadziomiednicznego, teropoda z grupy celurozaurów i nadrodziny tyranozauroidów (Tyrannosauroidea).
Pozostałości nieznanego nauce zwierzęcia znaleziono w USA, w Alabamie, na terenie hrabstwa Montgomery, 1,77 km na północ od drogi US Highway 82. Znajdują się tam skały formacji Demopolis, które datuje się na środkowy kampan w kredzie późnej, dokładniej 78 milionów lat. Odkryto wśród nich, 9,7 m nad spągiem, wśród margli i wapiennej gliny prawie kompletny szkielet teropoda, najkompletniejszy do tej pory szkielet nieptasiego teropoda znaleziony pośród kredowych skał wschodniej Ameryki Północnej. Należał do młodocianego osobnika. Skatalogowano go jako RMM 6670. Jego budowa wskazuje na przynależność do Tyrannosauroidea, jednak autorzy wskazują na obecność licznych cech plezjomorficznych, wśród których wymieniają kości łzowe bez wyrostka rogowego czy też płytką gałąź poziomą kości szczękowej. Wobec tego nie zalicza się on do taksonów najbardziej zaawansowanych ewolucyjnie, zaliczanych do rodziny Tyrannosauridae. Z kolei do cech typowych dla appalachiozaura Carr i inni zaliczyli szeroki wyrostek jarzmowy kości skrzydłowej zewnętrznej, dystalne umiejscowienie powierzchni stawowej łzowej na kości podniebiennej, ogonowy otwór powietrzny wyrostka lemieszowo-skrzydłowego kości podniebiennej, a także budowę powierzchni stawowej na dystalnych paliczkach stopy.

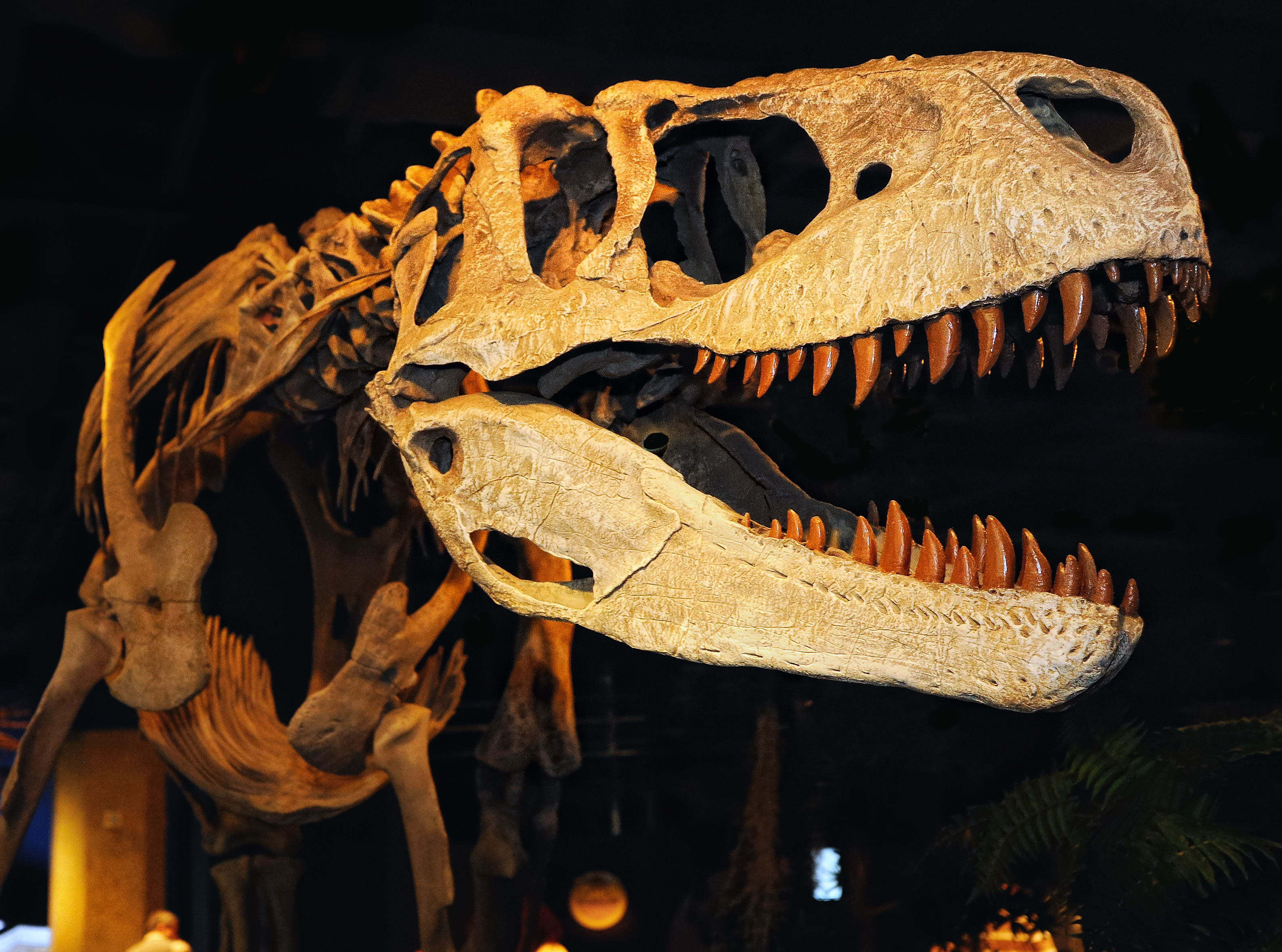
Rekonstrukcja szkieletu

Odmienności te umożliwiły Carrowi i współpracownikom kreowanie nowego rodzaju teropoda, któremu nadali nazwę Appalachiosaurus. Pierwszy człon tejże nazwy, Appalachio, bierze źródłosłów od miejsca znalezienia szczątków: wschodniej Ameryki Północnej. W okresie kredy bowiem przez środek kontynentu północnoamerykańskiego przebiegało Morze Środkowego Zachodu, śródlądowe morze dzielące Amerykę Północną na dwie masy lądowe: Laramidę na zachodzie i Appalachię na wschodzie. Do nazwy tegoż kontynentu autorzy dodali człon sauros oznaczający po grecku jaszczura. W opisywanym rodzaju umieścili gatunek Appalachiosaurus montgomeriensis, którego epitet gatunkowy także odwołuje się do miejsca znalezienia szczątków, alabamskiego hrabstwa Montgomery, z przyrostkiem ensis oznaczającym pochodzący z.
Badacze przeprowadzili również analizę filogenetyczną, która potwierdziła przynależność Appalaciosaurus do Tyrannosauroidea, ale nie do Tyrannosauridae. Tyrannosauroidea to największy klad, do którego należy tyranozaur w przeciwieństwie do ornitomima, welociraptora i troodonta. Natomiast Tyrannosauridae oznaczają najwęższy klad łączący tyranozaura i gorgozaura. Kreatorzy rodzaju zaprezentowali w swej pracy następujące drzewo rodowe:
|                 | Albertosaurus                                                    |
|                 |                                                                  |
| Tyrannosaurinae | \| \| Daspletosaurus \| \| \| \| \| \| Tyrannosaurus \| \| \| \| |
|                 | \| \| Daspletosaurus \| \| \| \| \| \| Tyrannosaurus \| \| \| \| |
|                 | Daspletosaurus                                                   |
|                 |                                                                  |
|                 | Tyrannosaurus                                                    |
|                 |                                                                  |

|  | Daspletosaurus |
|  |                |
|  | Tyrannosaurus  |
|  |                |

|                 | Albertosaurus                                                    |
|                 |                                                                  |
| Tyrannosaurinae | \| \| Daspletosaurus \| \| \| \| \| \| Tyrannosaurus \| \| \| \| |
|                 | \| \| Daspletosaurus \| \| \| \| \| \| Tyrannosaurus \| \| \| \| |
|                 | Daspletosaurus                                                   |
|                 |                                                                  |
|                 | Tyrannosaurus                                                    |
|                 |                                                                  |

|  | Daspletosaurus |
|  |                |
|  | Tyrannosaurus  |
|  |                |

|                 | Albertosaurus                                                    |
|                 |                                                                  |
| Tyrannosaurinae | \| \| Daspletosaurus \| \| \| \| \| \| Tyrannosaurus \| \| \| \| |
|                 | \| \| Daspletosaurus \| \| \| \| \| \| Tyrannosaurus \| \| \| \| |
|                 | Daspletosaurus                                                   |
|                 |                                                                  |
|                 | Tyrannosaurus                                                    |
|                 |                                                                  |

|  | Daspletosaurus |
|  |                |
|  | Tyrannosaurus  |
|  |                |

|                 | Albertosaurus                                                    |
|                 |                                                                  |
| Tyrannosaurinae | \| \| Daspletosaurus \| \| \| \| \| \| Tyrannosaurus \| \| \| \| |
|                 | \| \| Daspletosaurus \| \| \| \| \| \| Tyrannosaurus \| \| \| \| |
|                 | Daspletosaurus                                                   |
|                 |                                                                  |
|                 | Tyrannosaurus                                                    |
|                 |                                                                  |

|  | Daspletosaurus |
|  |                |
|  | Tyrannosaurus  |
|  |                |